# True (canção de Spandau Ballet)
"True" é uma canção da banda britânica Spandau Ballet. Composta pelo guitarrista da banda, Gary Kemp, a música foi lançada em 15 de Abril de 1983 como single do álbum True, lançado no mesmo ano.
"True" foi o maior sucesso do álbum, chegando ao topo na Inglaterra em 1983 e se tornando o sexto single mais vendido do ano. Fez um grande sucesso praticamente no mundo todo, liderando os pedidos nas rádio e as vendas em praticamente 20 países. "True" também foi o maior sucesso do Spandau Ballet nos Estados Unidos, chegando ao topo da tão cobiçada Billboard Hot 100 e no topo da Adult Contemporary, uma semana depois.
No Brasil, a canção fez parte da trilha-sonora da novela da TV Globo Guerra dos Sexos, de 1983.

## Faixas do Single
1. "True" – 5:39
2. "Gently" – 4:01

## Desempenho nas Paradas Musicais
| Parada Musical (1983)                          | Desempenho |
| ---------------------------------------------- | ---------- |
| (Kent Music Report)                            | 4          |
| Bélgica (Ultratop 50 de Flandres)              | 9          |
| Canadian Adult Contemporary (RPM)              | 5          |
| Canadian Top Singles (RPM)                     | 1          |
| (Singles Chart)                                | 13         |
| (Airplay Chart)                                | 7          |
| O campo songid é OBRIGATÓRIO PARA PARADA ALEMÃ | 9          |
| (IRMA)                                         | 1          |
| (FIMI)                                         | 39         |
| Países Baixos (Dutch Top 40)                   | 4          |
| Nova Zelândia (Recorded Music NZ)              | 4          |
| (AFYVE)                                        | 3          |
| Suíça (Schweizer Hitparade)                    | 5          |
| Reino Unido (UK Singles Chart)                 | 1          |
| Estados Unidos (Billboard Hot 100)             | 4          |